# Рубаняк Оксана Володимирівна
Окса́на Володи́мирівна Рубаня́к (позивний «Ксена»; нар. 28 січня 2003, с. Грамотне, Івано-Франківська область) — українська поетеса, письменниця, громадський активіст, військовослужбовиця (лейтенант), командирка роти Збройних сил України, учасниця російсько-української війни. У 2024 та 2025 роках потрапила до рейтингу «УП 100. Сила жінок» за версією Української правди. У вересні 2024 року увійшла до рейтингу «30 до 30: майбутні лідери» від «Forbes». Кавалер ордена «За мужність» III ступеня (2025).

## Життєпис
Оксана Рубаняк народилася 28 січня 2003 року в селі Грамотному, нині Білоберізької громади Верховинського району Івано-Франківської области України.
Закінчила Івано-Франківський коледж Прикарпатського національного університету імені Василя Стефаника (2022, з відзнакою, спеціальність — вчителька початкових класів), військову кафедру ПНУ (2023), Національний педагогічний університет імені Михайла Драгоманова (заочно).
Від 2022 року навчається на спеціальності «Публічне управління та адміністрування» Прикарпатського національного університету імені Василя Стефаника .
Працювала залученим спеціалістом відділу молодіжної політики та спорту Івано-Франківської міської ради. Була організаторкою змагань з MMA серед військовослужбовців.
24 лютого 2022 року вступила до лав Добровольчого формування Івано-Франківської територіальної громади № 3, а потім — Збройних сил України. Півтора роки була єдиною жінкою серед військовослужбовців кулеметного взводу 72-ї окремої механізованої бригади. Виконувала бойові завдання на Вуглегірській ТЕС, у Зайцевому, також на Бахмутському, Мар'їнському та Вугледарському напрямках. Цього ж року потрапила на поштову картку Укрпошти «Сухопутні війська ЗСУ».
У березні 2023 року зазнала важкого поранення у Вугледарі. Наприкінці червня того ж року повернулася на фронт.
З листопада 2023 до грудня 2024 — командирка взводу безпілотних авіаційних комплексів Збройних сил України. У березні 2024 року фотографія Оксани з'явилася на обкладинці «Vogue Ukraine».
З грудня 2024 — командирка роти ударних безпілотних авіаційних комплексів Збройних сил України.

## Особисте життя
Була заручена із Максимом Ємцем («Єнот»), українським військовим, підполковником, старшим офіцером підрозділу спеціального призначення ГУР МО. 
Наречений загинув 4 лютого 2025 під час виконання бойових завдань на Покровському напрямку Донецької області.

## Творчість
Авторка поетичних збірок «Орнаменти долі» (2020), «Назустріч смерті» (2022), «Дорога життя» (2024), «Народжені у волі не бояться смерті» (2025, із серії «100 поезій. сучасність» видавництва «Фоліо»).

## Нагороди

### Військові
- орден «За мужність» III ступеня (8 березня 2025) — за особисту мужність, виявлену у захисті державного суверенітету та територіальної цілісності України, самовіддане виконання військового обов'язку[26];
- медаль «За жертовність і любов до України» (1 вересня 2022)[джерело?];
- іменний годинник від міського голови Івано-Франківська (25 листопада 2023)[джерело?];
- нагрудний знак «Честь і слава» (6 грудня 2022)[джерело?];
- відзнака міського голови м. Івано-Франківська «За честь і звитягу» (29 березня 2023)[27];
- відзнака Президента України «За оборону України» (2023)[28];
- нагрудний знак РНБО «Захиснику України» (лютий 2024)[29];
- почесний нагрудний знак Головнокомандувача Збройних Сил України «Золотий хрест» (2024)[30].

### Творчі
- премія імені Марійки Підгірянки в номінації «Література» (2024)[2];
- премія імені Богдана Хмельницького в номінації «Літературні твори військової тематики» (2024) — за збірки поезій «Дорога життя» та «Назустріч Смерті»[31];
- обласна премія імені Марка Боєслава в номінації «Поезія авторів, які безпосередньо брали участь у бойових діях, — у вільних жанрах» (2025) — за збірку «Дорога життя»[32].

### Суспільно-громадські
- стипендіатка президента України (23 вересня 2020)[33], голів Івано-Франківської ОДА та Івано-Франківської обласної ради (29 вересня 2020)[34], Фундації Лозинських (2023)[35];
- подяка міського голови Івано-Франківська (17 листопада 2021)[36];
- почесна нагорода міста Івано-Франківська «Людина року 2023»[джерело?];
- премія Кабінету Міністрів України за особливі досягнення молоді у розбудові України за 2023 рік[37][38];
- міжнародна премія «Голос Миру через цінності та Об'єднання» в номінації «Жінка захисниця» (2024) — за вагомий внесок в захист України, її розбудову та розвиток[джерело?];